# Cala Portinatx
La playa Cala Portinatx está situada en San Juan Bautista, en la parte norte de la isla de Ibiza, en la comunidad autónoma de las Islas Baleares, España. En la cala hay una urbanización homónima que tiene 510 habitantes. s un núcleo turístico importante dedicado al turismo familiar de descanso centrado en la playa, alejado del turismo de discoteca predominante en otras zonas de la isla. La cala está pues muy urbanizada y se encuentran muchos servicios: restaurantes, supermercados, hoteles, minigolf ... La afluencia de bañistas es muy importante.
Portinatx consta de tres calas: s'arenal gros, s'arenal petit y es port de Portinatx. S'arenal gros es la más grande de las tres, está situada entre las otras dos y mide unos 150 metros de largo. S'arenal petit es a la izquierda de s'Arenal Gros y mide unos 50 metros. Se puede llegar caminando desde s'Arenal Gros a través de un paso de madera de reciente creación o directamente desde la entrada que lleva al hotel que hay en la cala. Es port está un poco más lejos, al final de la carretera y de la urbanización y tiene unos 30 metros.
Portinatx se encuentra cerca de San Juan, en una zona montañosa con acantilados próximos. Cerca hay una torre de defensa, la Torre de Portinatx, del siglo XVIII. En el pueblo, fijó su residencia, a fines de los años 1950 el arquitecto racionalista Germán Rodríguez Arias.